# Road Atlanta

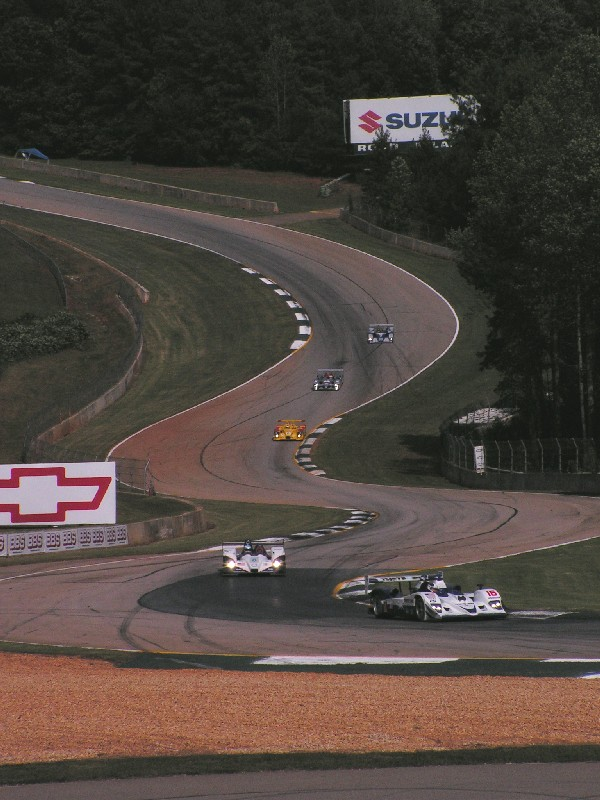
Bilar tränar på Road Atlanta inför 2006 års Petit Le Mans

Road Atlanta är en racerbana belägen utanför Atlanta, Georgia, USA, närmaste bestämt i Braselton. Banan grundades 1970, och används i oktober för världens tredje största endurancerace för Le Mans-prototyper; Petit Le Mans. Det är en teknisk bana på drygt 2.5 miles, och för sportvagnar tar banan under 70 sekunder, med Stéphane Sarrazins banrekord i en Peugeot från 2008 på 1 minut och 7.056 sekunder.

## Historia
Road Atlanta öppnade 1970, och användes till en början främst för GT-racing, innan Don Panoz trädde in i bilden, och startade Petit Le Mans 1998, vilket blev en av de två viktiga enduranceracen i American Le Mans Series. Det är Road Atlantas viktigaste årliga evenemang, men även AMA Superbike besöker banan. Petit Le Mans lockar årligen över 80 000 åskådare till tävlingsdagen. NASCAR Busch Series körde sitt första race på en konventionell bana på Road Atlanta 1986.